# Casa Lleó Morera
La Casa Lleó i Morera est un édifice moderniste conçu par l'architecte Lluís Domènech i Montaner, situé au no 35 du Passeig de Gràcia, à Barcelone. Le projet de transformer l’ancienne Casa Rocamora, qui datait de 1864, fut commandé par Francesca Morera en 1902. À la mort de celle-ci en 1904, son fils Albert Lleó i Morera continua les travaux et donna son nom à l'édifice. L’ouvrage fut achevé le 10 mars 1905.
Il constitue l’un des trois grands bâtiments réalisés par les architectes modernistes - Gaudí, Puig i Cadafalch et Domènech i Montaner - qui font partie de l'Îlot de la discorde, avec la Batlló et la Casa Amatller. La Casa Lleó i Morera est le seul à avoir obtenu le prix du concours annuel des édifices artistiques, octroyé par la ville de Barcelone, et décerné en 1906.
C’est un bâtiment magnifique de style Art nouveau, que Lluís Permanyer qualifia de « palais de la musique catalane à petite échelle ».

## Maîtres et artisans du modernisme
La décoration fut réalisée par les principaux maîtres et les artisans du modernisme catalan, placés sous la direction de l’architecte Domènech i Montaner et répondant aux directives du décorateur Gaspar Homar, qui expliquent la richesse de l’intérieur de l’édifice. Parmi plus de 40 artistes et artisans qui participèrent aux travaux, nous mettons en valeur le travail réalisé par les suivants:
Eusebi Arnau i Mascort (1863-1933) réalisa les sculptures de la façade, aujourd’hui disparues à la suite de la rénovation du bâtiment en 1943. Elles représentaient des figures féminines portant un vase. Il sculpta également les bas-reliefs du hall du premier étage, qui illustrent la chanson populaire « La nurse du garçon-roi ». Lluís Bru i Salelles (1868-1952) créa les céramiques et les mosaïques de l’escalier et du rez-de-chaussée de la Casa Lleó i Morera. Le mosaïste italien Mario Maragliano (1864-1944) créa les mosaïques des sols et des plafonds avec l’aide de Lluís Bru. Antoni Serra i Fiter (1869-1939) travailla à la réalisation des mosaïques se trouvent de la salle à manger et représentent des scènes champêtres. L'ébéniste Gaspar Homar (1870-1953) conçut l’ensemble de la décoration du mobilier comportant du cristal, de la marqueterie et des sculptures sur bois. Le mobilier original de la Casa est aujourd’hui présenté au musée national d’art catalan. Le peintre et céramiste Josep Pey (1875-1956) travailla à la décoration du mobilier conçu par Gaspar Homar et collabora à la confection de la marqueterie du mobilier. Alfons Juyol (1860-1917) participa à la confection des sculptures de la façade et de l’intérieur de la Casa Lleó i Morera, et à la décoration de la lanterne qui coiffe l'angle. Le collaborateur de Gaspar Homar Joan Carreras (1860-?) - sculpteur et graveur - participa à la confection de la scène d'Adoration des rois au-dessus de la cheminée du salon. Le peintre et dessinateur Antoni Rigalt i Blanch (1861-1914) réalisa les vitraux du bâtiment. Nombre d'entre eux sont intégrés aux cloisons, portes vitrées et auvents enserrés dans des pièces de bois. Chaque étage à son propre thème.

## Histoire
Considérée aujourd’hui comme une des œuvres monumentales majeures du modernisme, à laquelle collaborèrent les meilleurs artisans de l’époque, la Casa Lleó i Morera fut victime d’une cabale haineuse provenant des partisans du noucentisme, un mouvement culturel catalan né au XIXe siècle. En 1943, l’architecte Ramon Duran i Reynals signa un projet de rénovation du rez-de-chaussée conçu par l’architecte madrilène Francisco Ferrer Bartolomé. Pour installer un magasin Loewe, les vitraux et les sculptures du modernisme furent détruits; il en fut de même des jardinières du rez-de-chaussée, détruites au marteau-piqueur au bord du trottoir. Les têtes des sculptures furent néanmoins sauvées par le gardien de la propriété, qui les vendit ultérieurement à Salvador Dalí. Elles furent ensuite disposées sur le mur du patio de son théâtre-musée de Figueres.
La Casa Lleó i Morera demeura entre les mains de la famille jusqu’en 1943, qui la vendit à la Sociedad Mercantil Bilbao; elle fut revendue en 1983 à la Mutuelle générale des affaires sociales des avocats de Madrid. Elle fut enfin vendue au Grupo Planeta.
Le fait que la Casa Lleó i Morera soit restée entre les mains de la famille sur trois générations favorisa le maintien des œuvres les plus caractéristiques de l’intérieur du bâtiment: tout spécialement les éléments ornementaux délicats inspirées des lignes sinueuses de la nature, travaillés dans différents matériaux, sauvés grâce à l’intervention des maîtres et des artisans.
Au milieu des années 1980, l’architecte Oscar Tusquets fut nommé responsable de la restauration de l’édifice. Il restaura les flèches du temple et de la corniche, qui avaient été très endommagées par des tirs de mitrailleuse pendant la guerre civile espagnole. Une partie du rez-de-chaussée (colonnes et chapiteaux) fut sauvegardée. Une nouvelle restauration des éléments architecturaux de la façade fut engagée en 1992.
En 2006 le groupe Núñez i Navarro acquit la Casa Lleó i Morera, et entreprit rapidement une rénovation et une réhabilitation architecturale complètes.

## Galerie

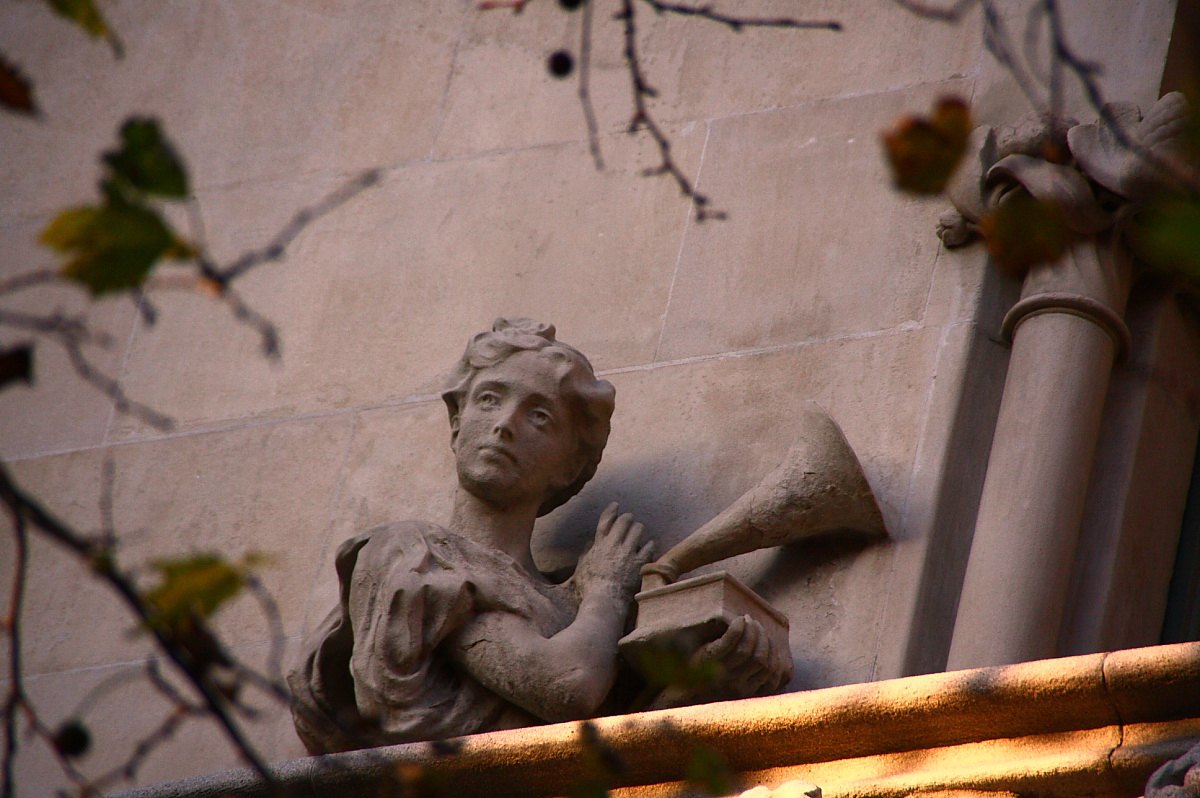
Sculpture d'Arnau avec un phonographe, signe de modernité et de technologie
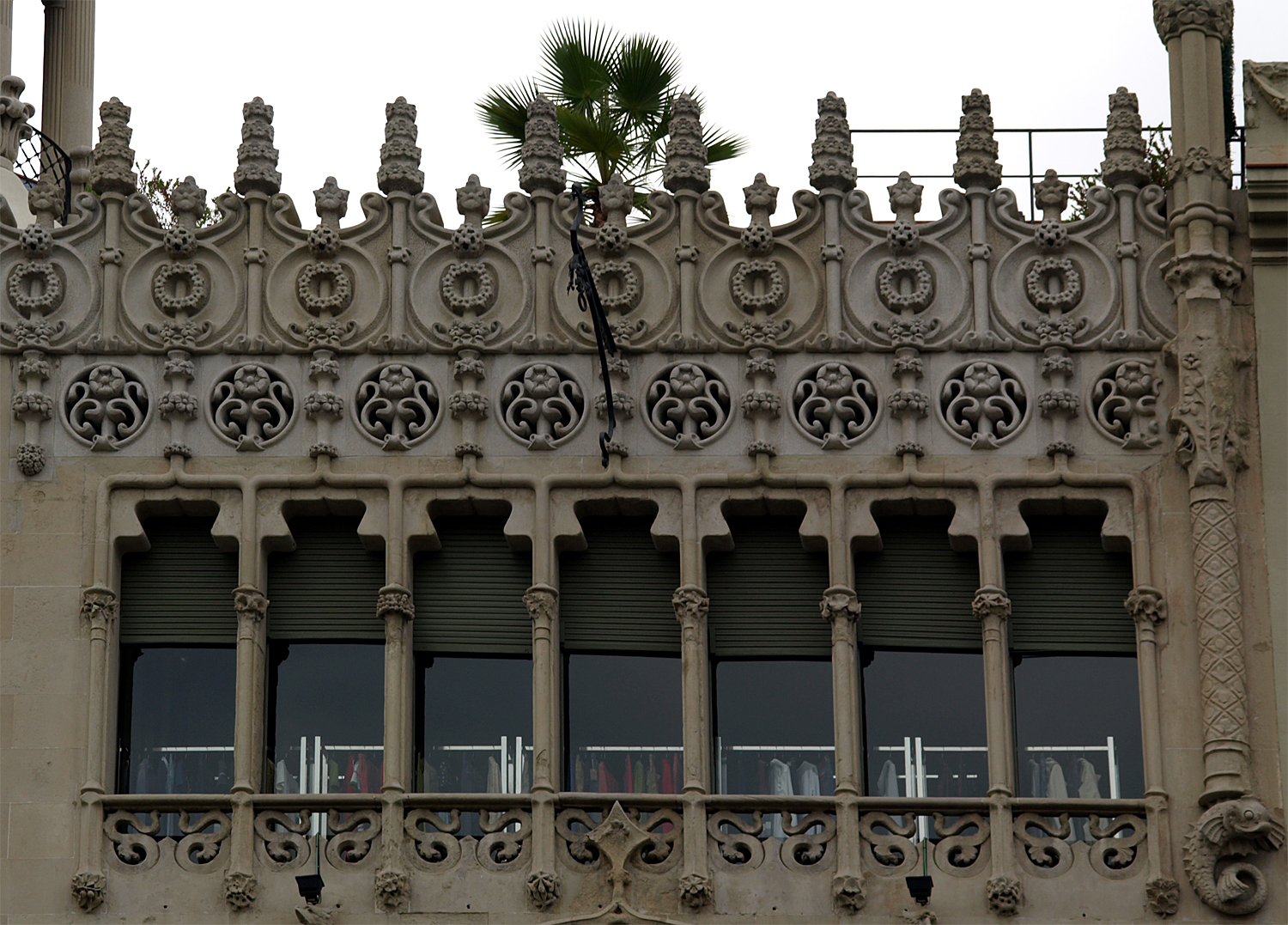
Galerie du troisième étage
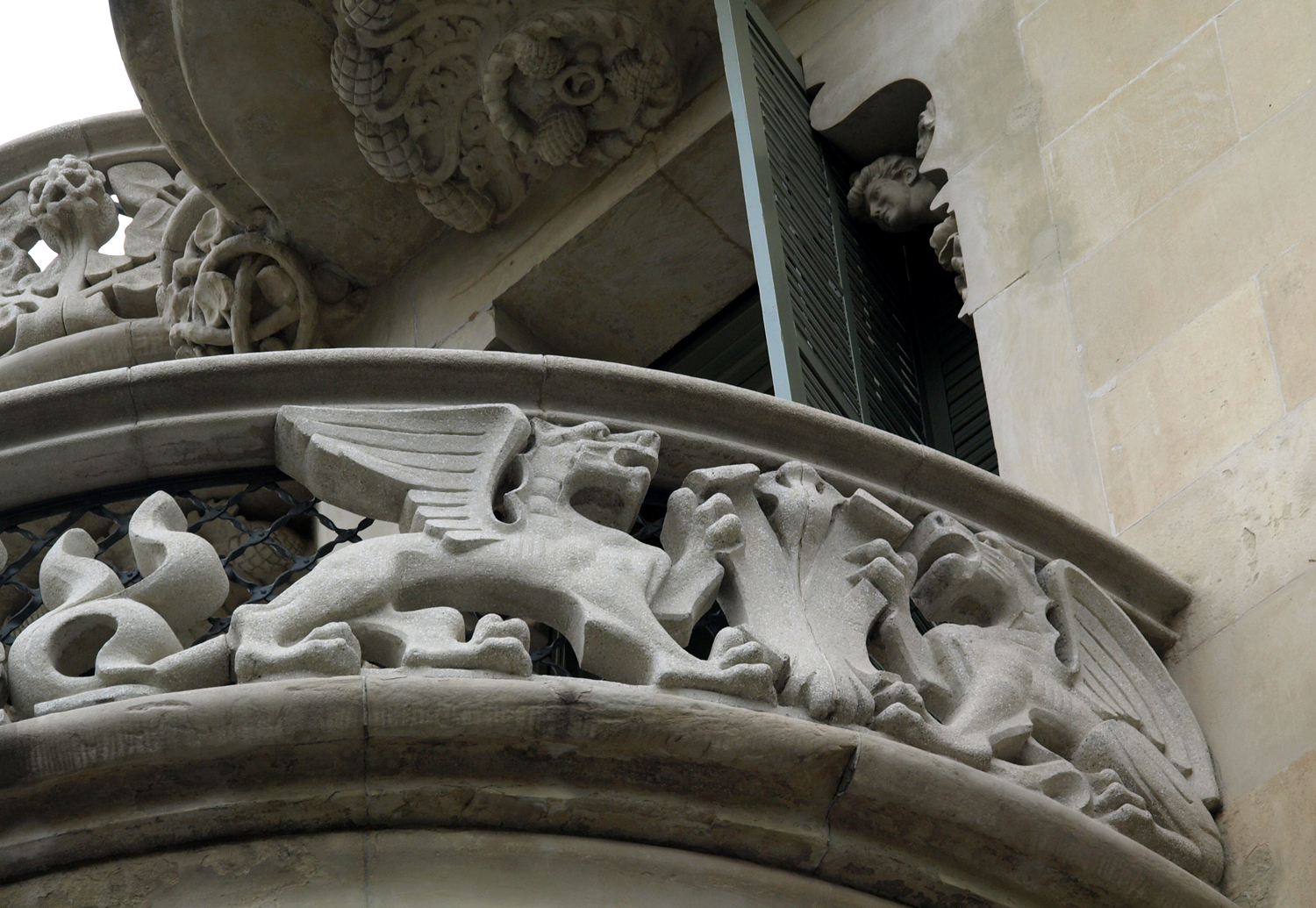
Balcon du deuxième étage
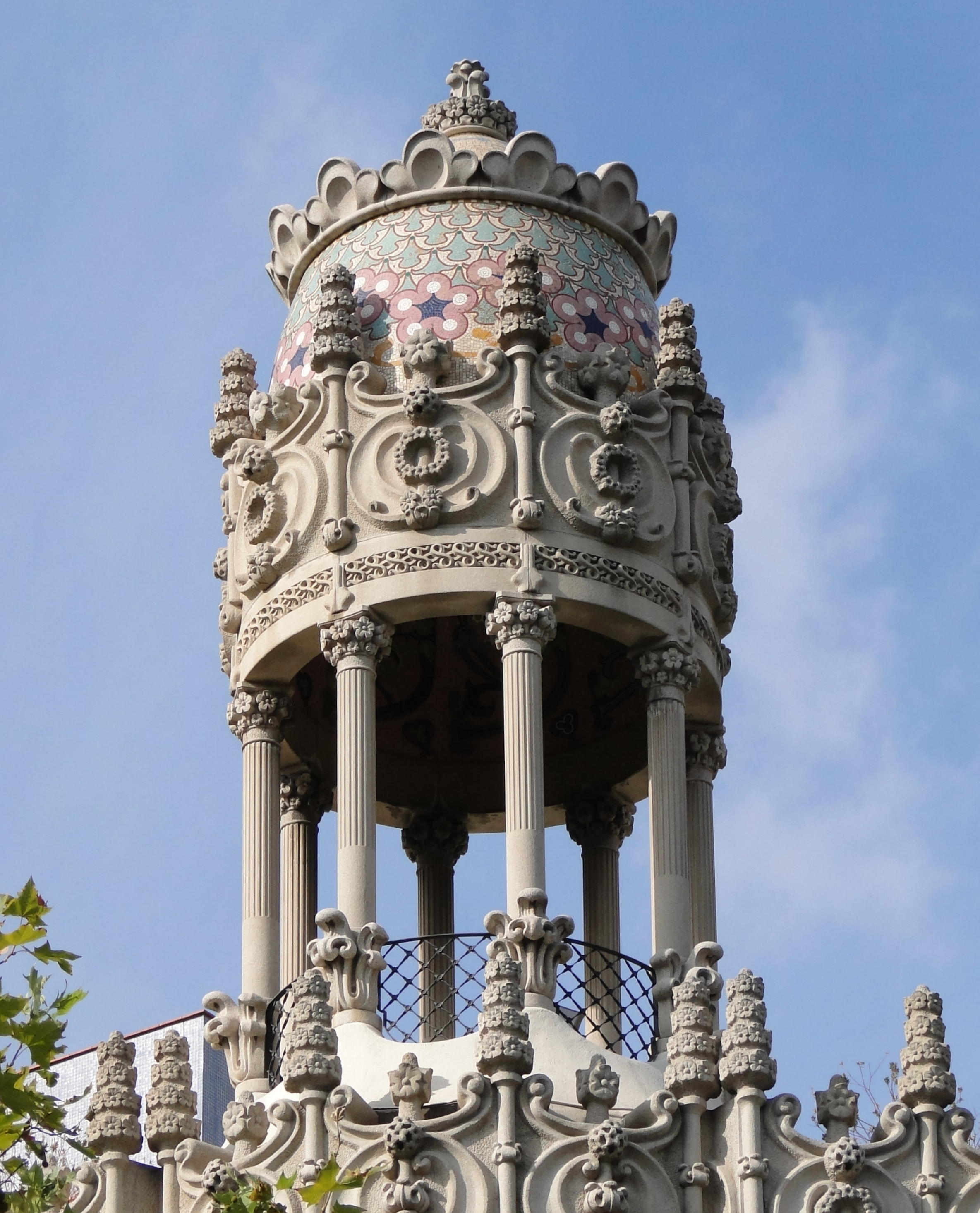
toiture
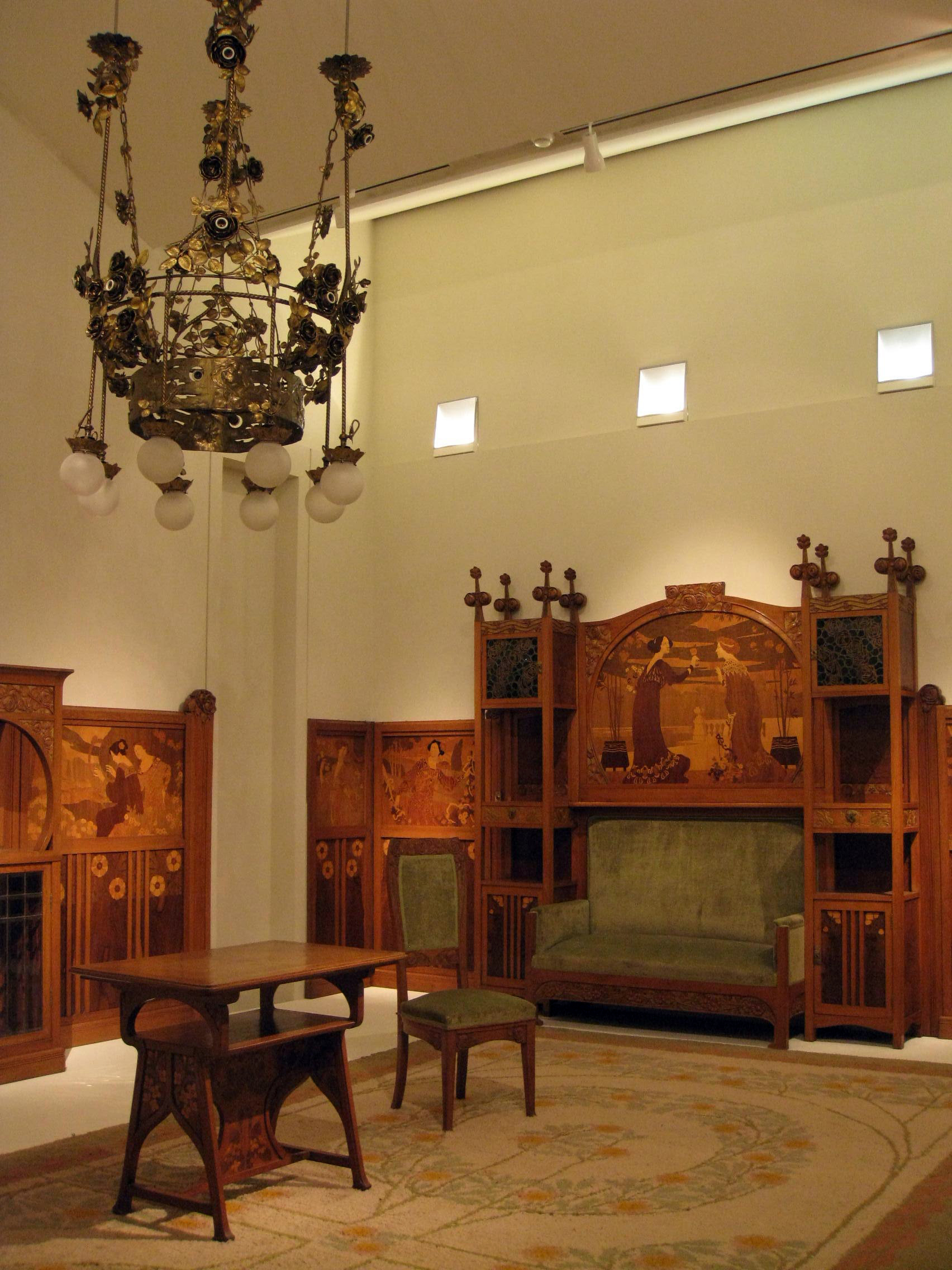
Salon de l'étage principal, conservé al MNAC
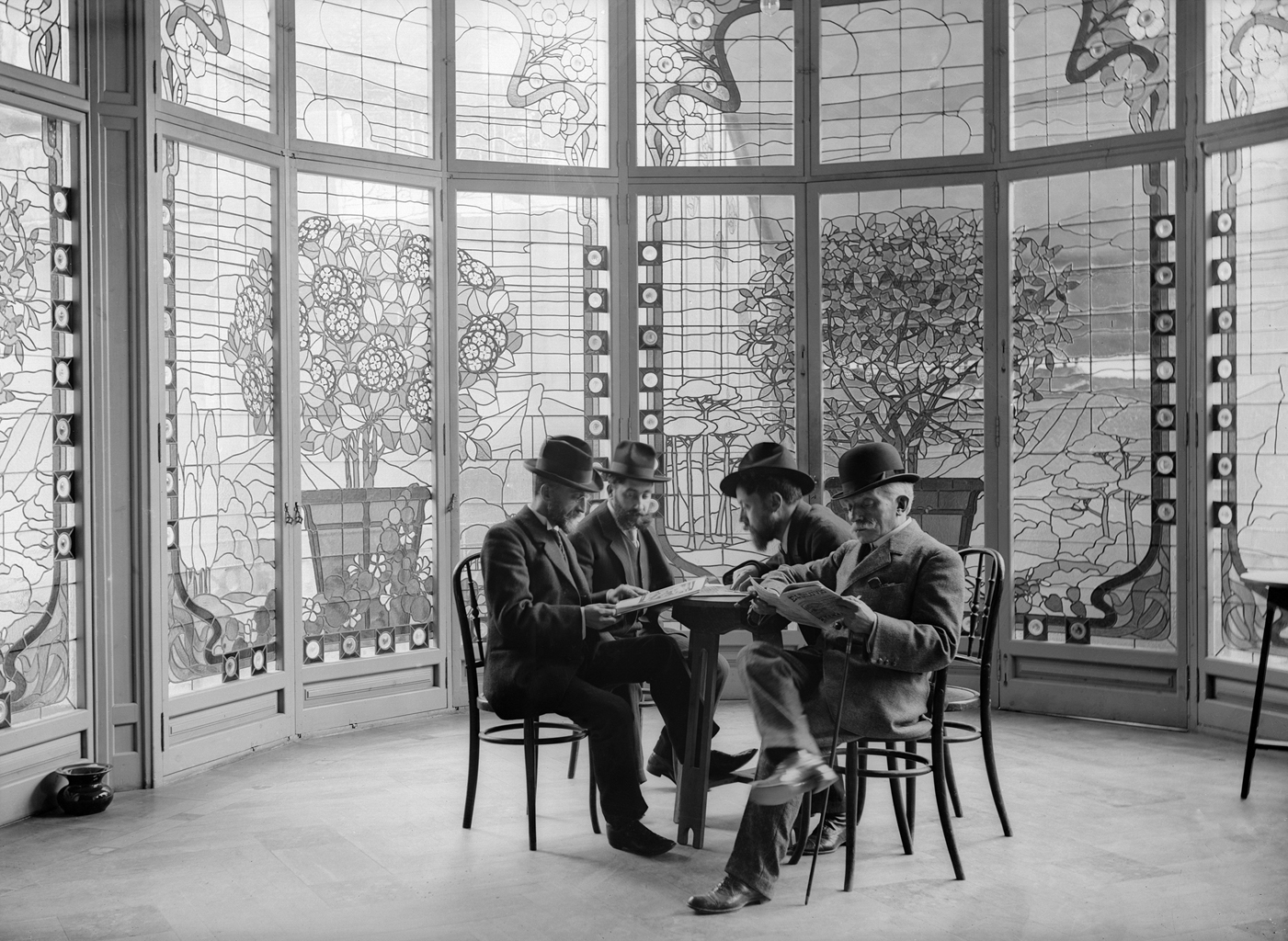
Intérieur de la tribune du premier étage, c. 1911. le deuxième personnage à droite est Baldomer Gili i Roig

## Voir aussi

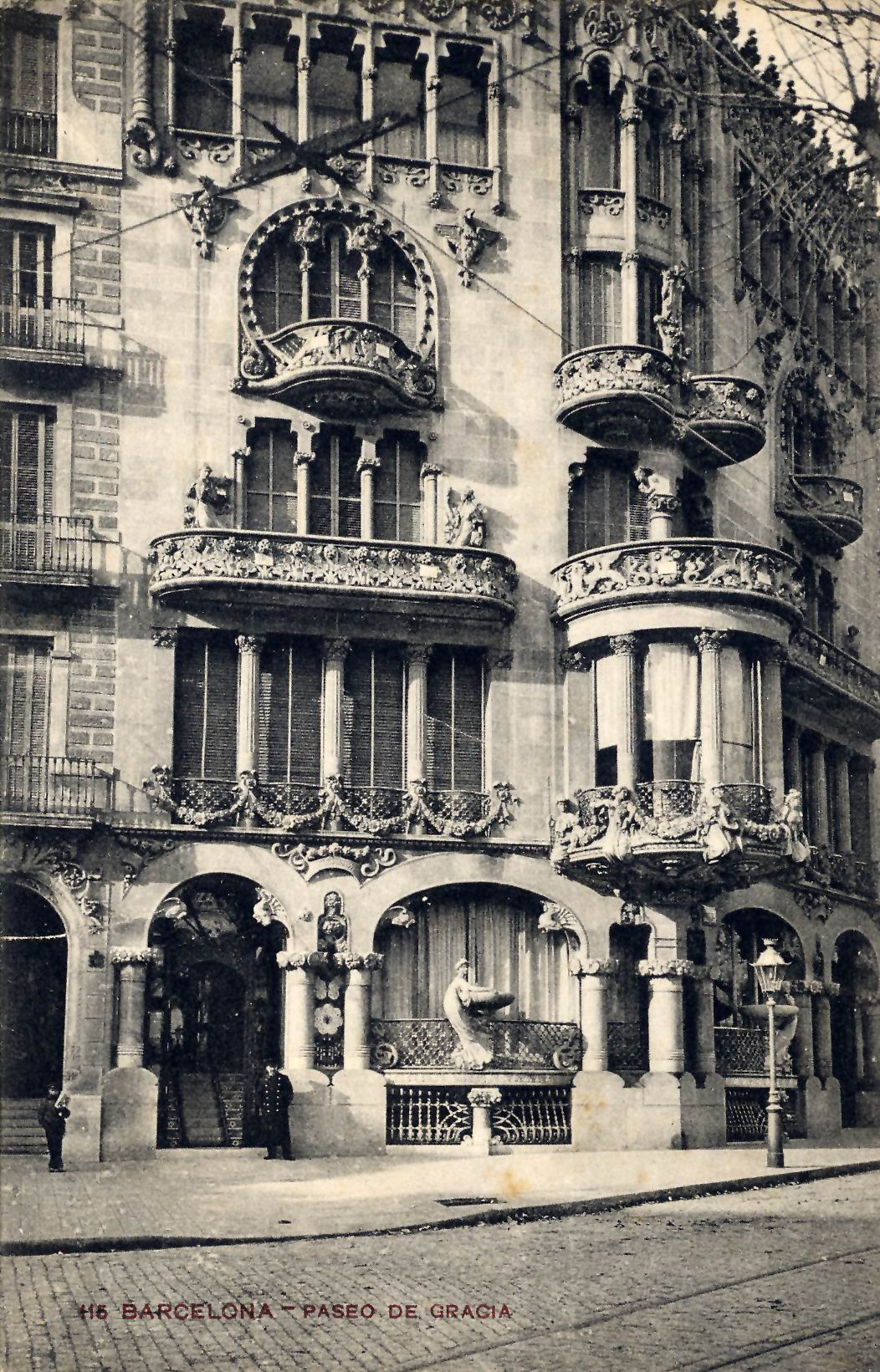
Casa Lleó Morera avec les sculptures originales d'Eusebi Arnau (vers 1903)

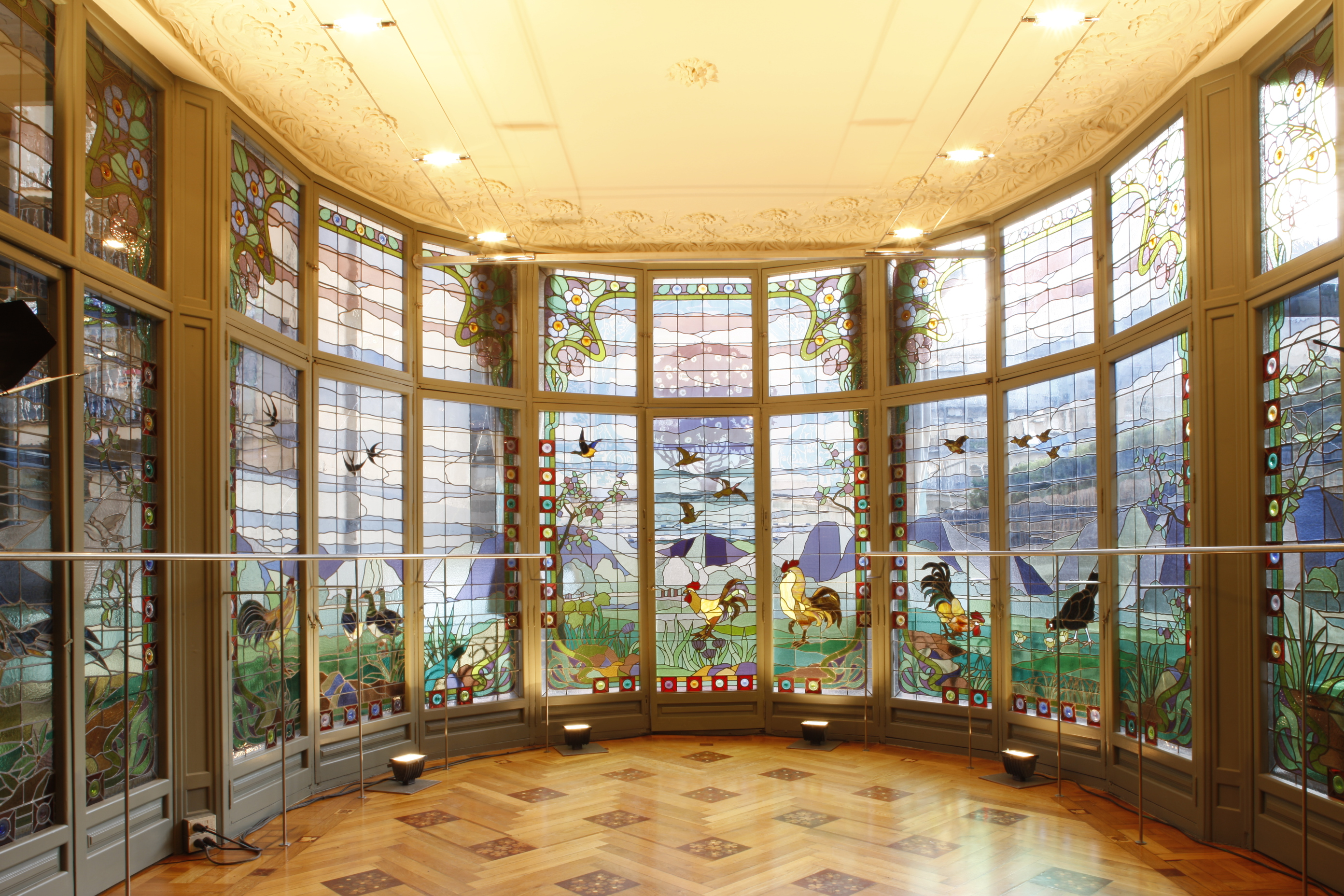
Vitraux du premier étage d'Antoni Rigalt i Blanch